# Presnova učinkovine
Presnova učinkovine se nanaša na presnavljanje zdravilne učinkovine (zdravila v ožjem pomenu besede) v telesu. Presnova pomeni biokemijsko spremembo, običajno s pomočjo določenih encimskih sistemov. Vsaka učinkovina pomeni za organizem ksenobiotik in telo je izoblikovalo mehanizme za izločanje ksenobiotikov v okolico. Ena bistvenih lastnosti presnove je zato preoblikovanje (kemijska sprememba) molekule v takšno obliko, ki jo telo lažje izloči. Običajno so presnovki bolje topni od izhodnih spojin (v tem primeru učinkovin) in se zato lažje izločijo preko ledvic s sečem. Poznavanje presnove učinkovine je pomembno za ugotavljanje časa delovanja zdravila, možnih interakcij med zdravili na ravni presnove ter identifikacijo morebitnih toksičnih presnovkov.  
Večinoma se učinkovina s presnovo deaktivira – torej presnovek več ne izkazuje terapevstskega učinka, vsaj ne v takšni meri kot izvorna učinkovina. V nekaterih primerih pa šele tekom presnove postane molekula učinkovita – v teh primerih govorimo o predzdravilih. 
Čeprav je biološka vloga presnovnih procesov razstrupljanje in omogočanje lažjega izločanja ksenobiotikov, so včasih presnovki bolj toksični od izhodne spojine. Zato ni ustrezno, da presnovo učinkovine enačimo z razstrupljanjem (detoksifikacijo).

## 1. in 2. faza presnove
Kemijske reakcije biotransformacije lahko razdelimo v dve skupini: reakcije 1. faze in reakcije 2. faze.
Reakcije prve faze običajno potečejo časovno pred reakcijami druge faze, a ni nujno. Gre predvsem za reakcije oksidacije, redukcije in hidrolize. Za osidacijske reakcije je najpomembnejši citokromski encimski sistem P450. 
Reakcije druge faze zajemajo konjugacije – pripenjanje polarnih molekul (glukuronska kislina, sulfat, glutation, aminokisline ...) na substrat. S tem se močno poveča hidrofilnost spojin. Konjugacija običajno poteče na funkcionalnih skupinah, ki nastanejo tekom reakcij prve faze.

## Mesta presnove
Bistven organ za presnovo so jetra – največji delež presnovnih reakcij poteka na gladkem endoplazemskem retikulumu jetrnih celic, vendar imajo vse celice organizma sposobnost določenega presnavljanja učinkovin (in drugih ksenobiotikov). 
Druga pomembna mesta presnavljanja učinkovin zajemajo vrhnjične celice gastrointestinalnega trakta, pljuča, ledvice in kožo.